# Maerua siamensis
Maerua siamensis är en kaprisväxtart som först beskrevs av Wilhelm Sulpiz Kurz, och fick sitt nu gällande namn av Ferdinand Albin Pax. Maerua siamensis ingår i släktet Maerua och familjen kaprisväxter. Inga underarter finns listade i Catalogue of Life.